# Legacy of the Ancients
Legacy of the Ancients est un jeu vidéo de rôle créé par Chuck et John Dougherty et publié par Electronic Arts en 1987 sur Apple II et Commodore 64. Après la sortie de Questron, publié par Strategic Simulations en 1984, Chuck et John Dougherty signe un contrat avec Electronic Arts pour en publier la suite. Cependant, bien que le contrat qui les lie à SSI leur donne le droit de créer une suite et de la proposer à d’autres éditeurs, il stipule également qu’ils doivent alors donner à SSI une chance de surenchérir sur l’offre des leurs concurrents avant de signer un éventuel contrat. Lorsqu’ils informent SSI de ce contrat, le studio décide donc d’attaquer en justice Electronic Arts afin de faire valoir ses droits. La suite potentiel de Questron est alors mis en suspens jusqu’au jugement, en avril 1987, qui statue en faveur de SSI. Peu après, la suite développée par les Dougherty est publié par Electronic Arts mais sous un nouveau titre, Legacy of the Ancients. En parallèle, ils se voient contraint de concevoir, mais pas de programmer, une autre suite pour le compte de SSI. Son développement est alors confié à Westwood Associates, qui réalise à l’époque de nombreux portage pour le compte de SSI. Celle-ci est publiée en 1988 sous le titre de Questron II. Bien que n’ayant  pas le même titre, Legacy of the Ancients partage donc de nombreux points communs avec Questron,.